# Hockey Club choletais
Le Hockey Club Choletais (abrégé en HCC) est un club français de hockey sur glace. Son équipe première est nommée les Dogs de Cholet. Le club est basé à Cholet en Maine-et-Loire, évoluant au deuxième niveau national (division 1) depuis la saison 2013-2014. Le début de saison 2014-2015 est difficile pour les Dogs, avec un seul point récolté en quatre journées. Depuis septembre 2009, une section hockey sur luge est ouverte.

## Historique
Ce club a été fondé en 1977 au sein de l'Association Jeune France de Cholet. En 1992, le Club a acquis son autonomie. Évoluant initialement en Division 3 pour sa première saison en 1992-1993, il accède à la 2e Division à la fin de la saison 1993-1994 après avoir terminé second du Championnat de France. La saison 96/97 lui permet d’accéder à la 1re division après son titre de Champion de France D2. Mais à l'issue de la saison 2000-2001, les Dogs sont relégués en 2e Division. Après avoir plusieurs fois échoués aux portes de la qualification pour remonter en D1, les Dogs décrochent à l'issue de la saison 2012-13, le titre de Champion de France D2, synonyme de montée en D1.
Le HCC évolue pour la saison 2019-2020 en Division 1 et son budget est de 600 000 euros.

## Personnalités

### Effectif actuel
| No    | Nom                  | Nat. | Position       | Arrivée                               |
| ----- | -------------------- | ---- | -------------- | ------------------------------------- |
| +029, | Mark Grametbauer     |      | Gardien de but | 2024 - Ravens de Carleton             |
| +061, | Mathys Schwerdel     |      | Gardien de but | 2022 - Ducs d'Angers                  |
| +009, | Louis Bélisle        |      | Défenseur      | 2024 - Aigles de Nice                 |
| +077, | Martin Borovsky      |      | Défenseur      | 2012 - HK Spišská Nová Ves            |
| +009, | Nathan Cal           |      | Défenseur      | Prêt - Ducs d'Angers                  |
| +094, | Kylian Fauvel        |      | Défenseur      | Prêt - Ducs d'Angers                  |
| +005, | Louison Gabard       |      | Défenseur      | Prêt - Ducs d'Angers                  |
| +055, | Ludovic Karsh        |      | Défenseur      | 2019 - Collège Français de Longueuil  |
| +007, | Baptiste Laussu      |      | Défenseur      | Prêt - Ducs d'Angers                  |
| -     | Kentin Pihant        |      | Défenseur      | Prêt - Ducs d'Angers                  |
| +027, | Roderick Saez        |      | Défenseur      | 2024 - Diables Rouges de Valenciennes |
| +096, | Louis Seignez – A    |      | Défenseur      | 2019 - Aigles de La Roche-sur-Yon     |
| -     | Jules Albert-Oscaby  |      | Centre         | Prêt - Ducs d'Angers                  |
| +097, | Maxence Auvitu       |      | Attaquant      | 2024 - Bisons de Neuilly-sur-Marne    |
| +091, | Raphaël Bastille     |      | Ailier         | 2024 - Bisons de Neuilly-sur-Marne    |
| +010, | Alix Bouchy          |      | Attaquant      | 2022 - Ducs d'Angers                  |
| +011, | David Camy-Sarty     |      | Centre         | 2024 - Remparts de Tours              |
| +050, | Baptiste Couturier   |      | Centre         | 2024 - Ducs d'Angers                  |
| +021, | Virgile Gauffriau    |      | Attaquant      | Prêt - Ducs d'Angers                  |
| +014, | Ethan Gourbil        |      | Ailier         | Prêt - Ducs d'Angers                  |
| -     | Louis Groussaud      |      | Ailier         | Prêt - Ducs d'Angers                  |
| +020, | Atte Huhtela         |      | Centre         | 2024 - KS Toruń                       |
| -     | Fabien Ledroit       |      | Centre         | Prêt - Ducs d'Angers                  |
| +006, | Simon Nédélec        |      | Centre         | Prêt - Ducs d'Angers                  |
| +095, | Maxime Orlov         |      | Attaquant      | Prêt - Ducs d'Angers                  |
| +092, | Simon Pasquet        |      | Ailier         | Prêt - Ducs d'Angers                  |
| +008, | Bryan Sautereau      |      | Attaquant      | 2024 - Aigles de Nice                 |
| -     | Flavien Tichy        |      | Attaquant      | Prêt - Ducs d'Angers                  |
| +018, | Mathieu Tremblay – C |      | Ailier         | 2023 - Albatros de Brest              |
| +068, | Basile Tretout       |      | Ailier         | Prêt - Ducs d'Angers                  |

### Capitaines
Voici la liste des capitaines de l'histoire du Hockey Club Choletais :
| Période   | Nom du (des) joueur(s) | Nationalité(s) |
| --------- | ---------------------- | -------------- |
| 2003-2004 | Gwenaël Desdouets      | France         |
| 2004-2010 | Romain Germond         | France         |
| 2010-2011 | Benjamin Tijou         | France         |
| 2011-2012 | Pierre-Yves Albert     | France         |
| 2012-     | Guillaume Drozdz       | France         |

2014-2016 guineberteau Quentin

## Palmarès
- Champion de France en 1997 en deuxième division
- Champion de France en 2013 en deuxième division
- Champion de France en 2016 en Excellence U18